# Those Who Tell the Truth Shall Die / Those Who Tell the Truth Shall Live Forever
Albums de Explosions in the Sky
How Strange, Innocence The Earth is Not a Cold Dead Place
Those Who Tell the Truth Shall Die, Those Who Tell the Truth Shall Live Forever est le deuxième album du groupe Explosions in the Sky, sorti le 27 août 2001.

## Commentaires
Have You Pass Through This Night ? contient un sample de la narration du film La Ligne rouge.
Le titre The Moon Is Down fait référence au roman du même nom de John Steinbeck, intitulé Lune noire en français.

## Titres
Toutes les chansons sont écrites et composées par Mark Smith, Chris Hrasky, Munaf Rayani et Michael James.
| No | Titre                                               | Durée |
| -- | --------------------------------------------------- | ----- |
| 1. | Greet Death                                         | 7:19  |
| 2. | Yasmin The Light                                    | 7:03  |
| 3. | The Moon Is Down                                    | 10:02 |
| 4. | Have You Pass Through This Night ?                  | 7:19  |
| 5. | A Poor Man's Memory                                 | 6:04  |
| 6. | With Tired Eyes, Tired Minds, Tired Souls, We Slept | 12:02 |